# Monodelphis emiliae
Monodelphis emiliae, popularmente chamada cuíca-de-rabo-curto, é uma espécie de marsupial da família dos didelfiídeos (Didelphidae). Pode ser encontrada na Bolívia, Peru e Brasil.